# آنا مينا
آنا مينا (بالإسبانية: Ana Mena)‏ هي مغنية وممثلة إسبانية، ولدت في 25 فبراير 1997 في أسطبونة في إسبانيا.

## وصلات خارجية
- آنا مينا على موقع IMDb (الإنجليزية)
- آنا مينا على موقع روتن توميتوز (الإنجليزية)
- آنا مينا على موقع ميوزك برينز (الإنجليزية)
- آنا مينا على موقع أول ميوزيك (الإنجليزية)
- آنا مينا على موقع ديسكوغز (الإنجليزية)
- آنا مينا على موقع قاعدة بيانات الفيلم (الإنجليزية)